# 階層構造 (植生)

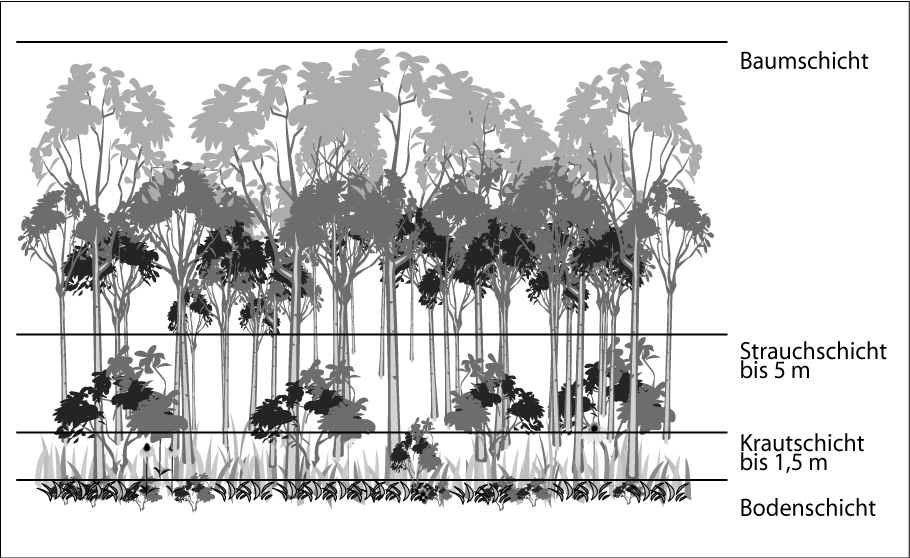
森林における植生の階層構造。上から高木、（亜高木、）低木、草本、および林床階層。

生態学において階層構造（かいそうこうぞう、Stratification）とは、生息地の垂直的な階層であり、植生の階層による構造である 。分類は主に、植物が生育する高さによって行われる。各層の植物には異なる動植物コミュニティーが生息する。

## 陸生植物の階層構造

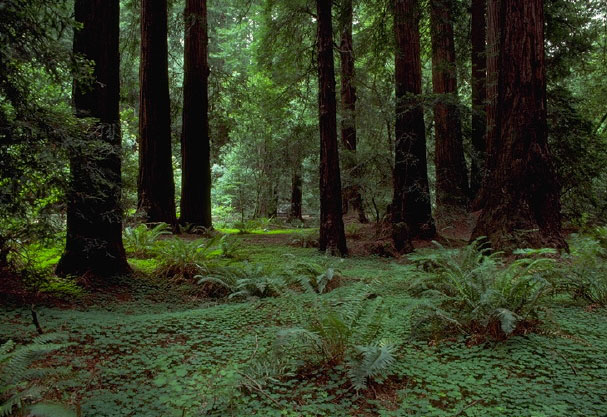
森林における高木、亜高木、低木、草本、および林床階層。

一般的に林床（地表層）、草本層、低木層、亜高木層、高木層（林冠）に区分される。これらの区分は各層における植物の高さによって決められる。光合成器官（主に葉）が見いだされる高さによって各層は特徴づけられる。各層は、より上層の背の高い植物の幹や茎の一部を含む。これら地上の層に加え、地下の層として根層がある。広義では土壌中の散布体の層は植生の垂直構造の一つとして数えられる。
ある層の植物同士、特に生活様式やそれに関連した根の分布が類似の植物同士は密接に相互作用し、かつ空間、光、水、及び栄養素で競合する。植生の階層構造は長い期間の植物にわたる適応と自然選択の結果であり、強く垂直に階層化された生息空間は非常に安定な生態系である。一方で、芦原といった非階層的で安定な生態系も存在する。各層は相互関係しており、少なくとも部分的には相互依存している。

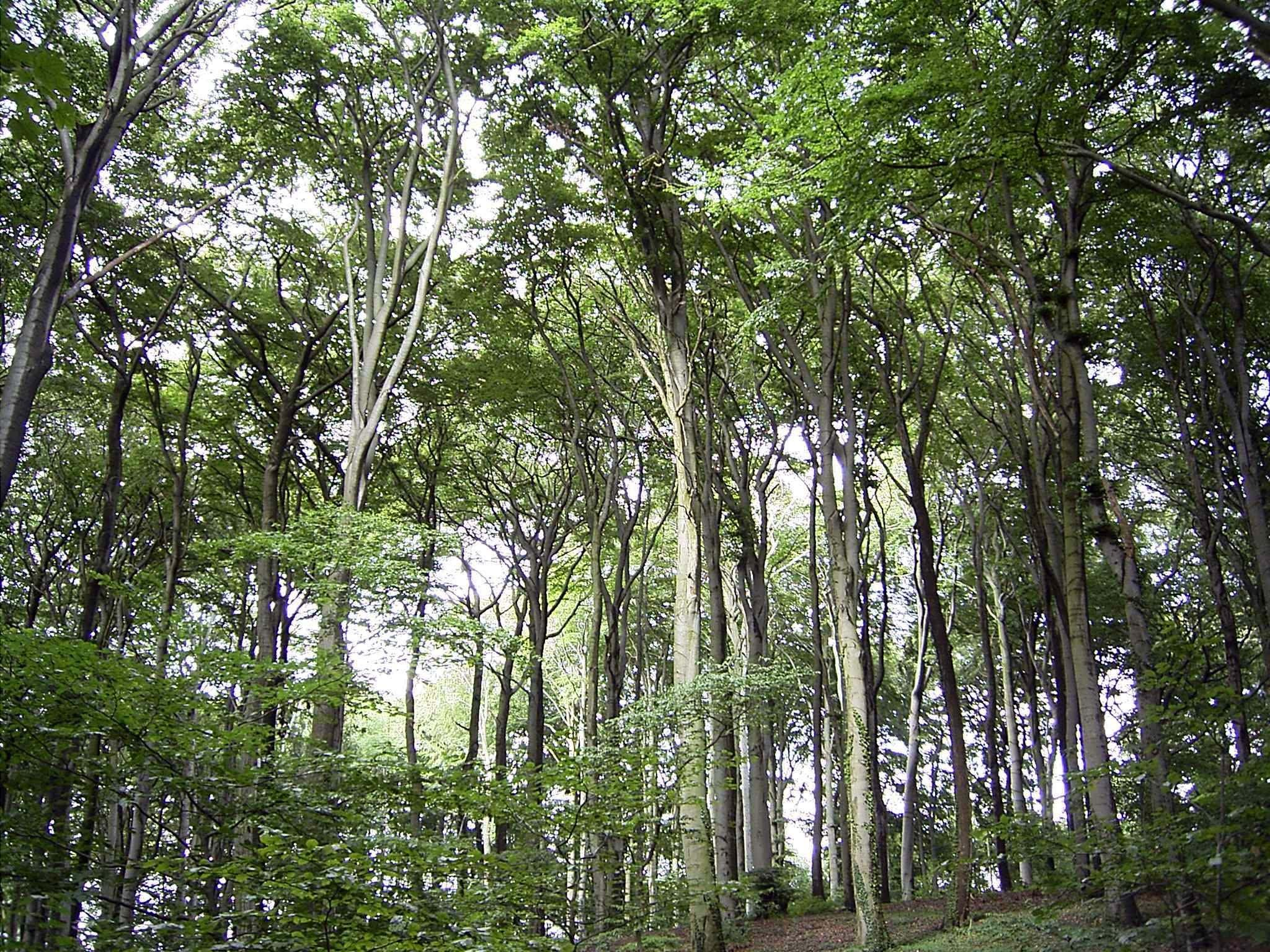
高木層及び下層

同じ土壌に異なる植物が共存することに加えて、隣接する植物群落の境界では互いの高い階層によるその階層および他の階層への影響がある。この結果、高木集団の縁（高木が生えていない）で草本集団との境界領域（Forest margin）や低木がよく生育している植生（forest mantle）が生じる。

### 高木層
高木層は5m以上の植生であり、挺空植物を含んだ最も高い層である。地上からおよそ45mに達することもある。この階層に含まれる植物(高木、ときに低木植物)の高さは多様である。異なる種類の樹木によって大なり小なり林冠が形成されている。
高木層は森林のより下層に生態学的条件を与えている。高木の密度は、森林内部に入る太陽光の量を規定する。林冠によって、森林内部へ向かう雨の勢いは弱められ、雨水の侵入は鉛直方向にゆっくりとなる。高木層は上部高木層／林冠と下部高木層／亜高木層に分けられる場合もある。
熱帯など、地域よっては高木層の上に大高木層、そのさらに上に巨大高木層が存在している。

#### 林冠
林冠は森林の植生において最も高い階層であり、この階層の最も高い樹木は枝葉でその下の階層をすべて覆う。林冠よりも更に高い樹木はエマージェントと呼ばれ、その階層はエマージェント層という。

### 亜高木層
林冠よりも低く、低木層よりも高い階層。

### 低木層
低木層は1.5-5.0mの植物の階層であり、第一層と第二層に分けられる。高木種の若い個体もこの階層に含まれる。低木層は、多量の水分を必要とする蘚苔層と異なり、わずかな水分と日光しか要求しない。この階層の植物は高木層の林冠によって減少した日光を受け取る。このため、日陰を好む植物や強い日差しに弱い植物が多い。低木や若い高木にはクロウタドリ、ウタツグミ、コマツグミなどが生息する。森林の境界地帯の低木層は防風林として機能し、森林を土壌の乾燥から守る。

### 草本層
草本層は、地被植物を含む草本のみから成る階層で、木本植物は含まれない。最大でも1.5mである。草本層には草本植物、イネ科植物、矮生低木（半地中植物、地中植物、一年生植物、および地表植物）および若齢の低木が含まれる。森林では、林冠が形成されるまでに最初に早期開花植物が現れる。その後、植物が利用できる光量が減少し、その暗い条件に適応できる植物だけが繁栄できる。一方、草原では草本層と林床で構成される。森林再生の過程では低木層が発生することがある。

### 林床

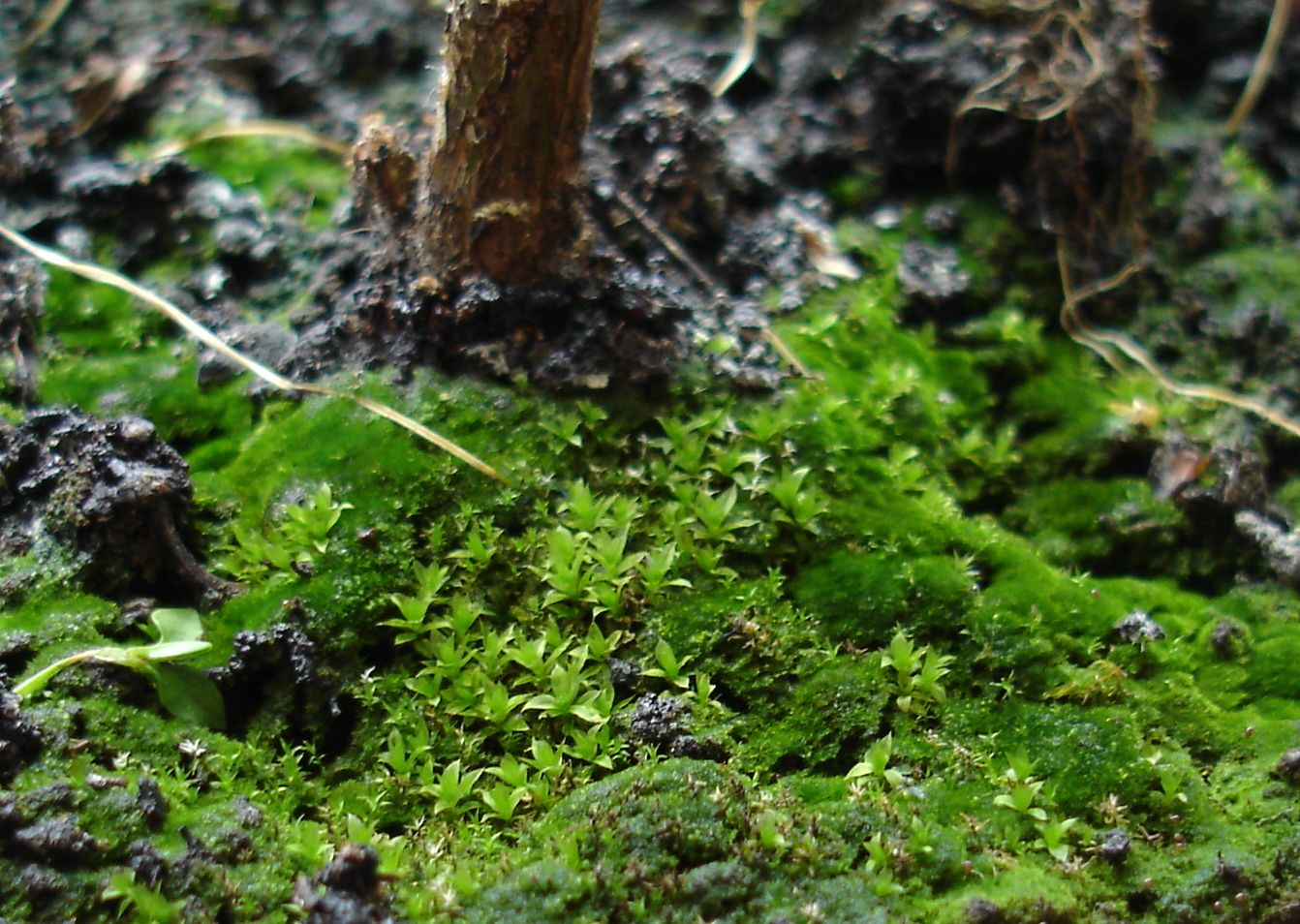
蘚苔層

林床は高さ0.15m以下の植生であり、蘚苔層、土層、あるいは隠花植物層である。その表面には死んだ植物や動物に由来する物質が存在する。林床と、深さ数cmの表土には死んだ生物を分解して土壌に変換する無数の極小の生物（細菌、真菌、藻類など）が生息する。土壌の表面は蘚苔類や地衣類に覆われている。

#### 蘚苔層
土壌の表面は蘚苔類や地衣類に覆われている。

#### 根層
地下における植物(の根)の生息域であり、根圏とも呼ばれる。植物の根や地下茎、球根、塊茎で形成される。